# Năng lượng từ trường

## 1.Năng lượng từ trường của một ống dây điện
Giả sử lúc đầu mạch đã được đóng kín, trong mạch có một dòng điện không đổi I. Khi đó, toàn bộ năng lượng do dòng điện sinh ra đều biến thành nhiệt. Điều này được nghiệm đúng khi trong mạch có dòng điện không đổi, nhưng không được nghiệm đúng khi đóng mạch hoặc ngắt mạch.
Thực vậy, khi đóng mạch, dòng điện i tăng dần từ giá trị không đến giá trị ổn định cực đại I. Do đó, trong mạch xuất hiện dòng điện tự cảm itc ngược chiều với dòng điện chính io do 
nguồn phát ra, làm cho dòng điện toàn phần i=io-itc trong mạch nhỏ hơn io. Kết quả là chỉ có một phần điện năng do nguồn sinh ra được biến thành nhiệt. Trái lại, khi ngắt mạch, dòng điện chính giảm đột ngột từ giá trị I về giá trị không. Do đó, trong mạch xuất hiện dòng điện tự cảm cùng chiều với dòng điện đó và làm cho dòng điện này giảm đến giá trị không chậm hơn. Như vậy, sau khi đã ngắt mạch, trong mạch vẫn còn dòng điện chạy trong một thời gian ngắn nữa, và do đó vẫn còn sự toả nhiệt ở trong mạch. Thực nghiệm và lý thuyết đã xác nhận nhiệt lượng toả ra trong mạch sau khi đã ngắt mạch có giá trị đúng bằng phần năng lượng đã không toả nhiệt mà ta nói ở trên.
Như vậy, rõ ràng là khi đóng mạch, một phần năng lượng của nguồn điện sinh ra được tiềm tàng dưới một dạng năng lượng nào đó để khi ngắt mạch, phần năng lượng này toả ra dưới dạng nhiệt trong mạch. Ta nhận thấy khi đóng mạch, dòng điện trong mạch tăng thì từ trường trong ống dây cũng tăng theo. Mà từ trường như ta đã biết là một dạng vật chất. Nó có mang năng lượng, cho nên phần năng lượng tiềm tàng nói trên chính là năng lượng của từ trường trong ống dây điện.

## 2.Năng lượng ống dây
Để tính phần năng lượng này, ta áp dụng định luật Ohm cho mạch điện trong quá trình dòng điện đang được thành lập:
Cường độ dòng trong mạch:
{\displaystyle i={{E+E_{tc}} \over R}}
Trong đó:
{\displaystyle E=-L{dI \over dt}} và {\displaystyle R\,} là điện trở của toàn mạch:
Công thực hiện bởi nguồn trong thời gian {\displaystyle dt\,} là:
{\displaystyle dA=Ei.dt=i^{2}.R.dt+Li.di\,} (15.11)
Từ phương trình này, ta nhận thấy rằng, vế phải chính là năng lượng do nguồn điện sinh ra trong khoảng thời gian {\displaystyle dt\,}, năng lượng này gồm hai phần: một phần tỏa thành nhiệt 
trong mạch ({\displaystyle Ri^{2}.dt\,}), còn một phần được tiềm tàng dưới dạng năng lượng từ trường ({\displaystyle Li.di\,}). Gọi {\displaystyle dW\,} là phần năng lượng đó, ta có:
{\displaystyle dW=Li.di\,}
Vậy trong cả quá trình thành lập dòng điện từ giá trị không tới {\displaystyle I\,},phần năng lượng của nguồn điện được tiềm tàng dưới dạng năng lượng từ trường của ống dây điện bằng:
{\displaystyle W=\int _{0}^{I}dW=\int _{0}^{I}Li.di=L{I^{2} \over 2}\,}
Trong công thức này, {\displaystyle L\,} được tính ra Henry(H), {\displaystyle I\,} được tính ra Ampère(A), còn năng lượng từ trường {\displaystyle W\,} được tính ra Joule(J).

## 3.Mật độ năng lượng từ trường
Lý thuyết và thí nghiệm chứng tỏ rằng năng lượng từ trường được phân bố trong khoảng không gian có từ trường.
Như ta đã biết, từ trường trong ống dây điện thẳng dài vô hạn là từ trường đều. Vì vậy, năng lượng từ trường của ống dây được phân bố đêù trong thể tích đó. Nếu gọi {\displaystyle V\,} là thể tích ống dây thì mật độ năng lượng từ trường của ống dây điện là:
{\displaystyle W={W \over V}={{LI^{2}} \over 2V}={LI^{2} \over 2lS}\,}
trong đó: {\displaystyle l\,} là chiều dài của ống dây, {\displaystyle S\,} là diện tích của mỗi vòng dây.
Nếu gọi {\displaystyle N\,} là tổng số vòng dây trên ống, {\displaystyle N_{0}\,} là số vòng dây trên một đơn vị chiều dài, thì thay biểu thức của {\displaystyle L\,} Từ (15.7) và chú ý: {\displaystyle I=-{H \over N_{0}}\,}
vào biểu thức trên, ta được:
{\displaystyle W={uu_{0}.{N_{0}}^{2}.S.l.{H \over {N_{0}}}^{2} \over 2lS}={uu_{0}.H^{2} \over 2}\,} (15.12)
nhưng trong đó: {\displaystyle {\vec {B}}=uu_{0}.{\vec {H}}\,}, cho nên (15.12) có thể viết lại là:
{\displaystyle W={H.B \over 2}\,} hay viết dưới dạng véc tơ {\displaystyle W={{\vec {B}}.{\vec {H}} \over 2}\,}(15.13)
Công thức (15.13) này cũng được nghiệm đúng cho một từ trường bất kì.

## 4.Năng lượng của một từ trường bất kỳ
Trong một từ trường bất kì, vec tơ cảm ứng từ {\displaystyle {\vec {B}}} có thể thay đổi từ điểm này qua điểm khác trong không gian. Vì vậy, để tính năng lượng của toàn bộ từ trường, ta phải chia không gian của từ trường đó ra thành những thể tích vô cùng nhỏ {\displaystyle dV\,} sao cho trong mỗi thể tích ấy, ta có thể coi cảm ứng từ {\displaystyle {\vec {B}}} là không thay đổi. Như vậy, theo (15.13) năng lượng từ trường trong thể tích vô cùng nhỏ đó bằng:
{\displaystyle dW={H.B \over 2}dV\,}
năng lượng của từ trường bất kì mà ta xét bằng:
{\displaystyle W=\int _{V}^{}dW=\int _{V}^{}{B.H \over 2}dV\,} (15.14)
trong đó tích phân được lấy theo toàn bộ không gian có từ trường.